# 4Q120
4Q120 (også kaldet pap4QLXXLevb; VH 46; Rahlfs 802; LDAB 3452) er et Septuaginta-manuskript (LXX) fra den bibelske Tredje Mosebog, fundet ved Qumran. Palæografiske undersøgelser viser, at fragmentet stammer fra det første århundrede fvt. I øjeblikket opbevares manuskriptet i Rockefeller Museum i Jerusalem.
Bortset fra mindre varianter ligger tekstens største interesse i brugen af Ιαω til at oversætte tetragrammaton i Tredje Mosebog 3,12 (fragment 6) og 4,27 (fragment 20).
Tredje Mosebog 4,27:
[αφεθησεται ]αυτωι εαν[ δε ψυχη μια] 

[αμαρτ]η[ι α]κουσιως εκ[ του λαου της] 

[γης ]εν τωι ποιησαι μιαν απ[ο πασων] 

των εντολων ιαω ου πο[ιηθησε] :220 
Tredje Mosebog 3,12–13
[τωι ιαω] 12 εαν δ[ε απο των αιγων] 

[το δωρ]ον αυτο[υ και προσαξει εν] 

[αντι ι]αω 13 και ε[πιθησει τας χει] :221 